# Borbo borbonica
Borbo borbonica là một loài bướm ngày thuộc họ Hesperiidae. Loài này phân bố dọc theo bờ biển phía nam Địa Trung Hải, nhưng chủ yếu ở Syria, Arabia, châu Phi, Mauritius và Réunion.
Chiều dài cánh trước là 14–15 mm. Con trưởng thành bay từ tháng 9 đến tháng 10.

## Hình ảnh

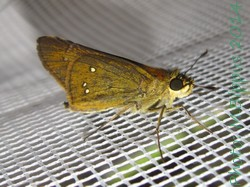

## Phân loài
- Borbo borbonica borbonica
- Borbo borbonica morella
- Borbo borbonica zelleri